# Aeroportul Port McNeill
Aeroportul Port McNeill (IATA: YMP) este un aeroport din Columbia Britanică, Canada.
Situat la o altitudine de 69 m, aeroportul dispune de o singură pistă.